# 当涂城墙
当涂城墙，位于中国安徽省马鞍山市当涂县境内。据传始建于孙吴黄武年间（222-229年）。

## 历史
追溯当涂古城，已有2200多年的建城历史。史料记载，城肇筑孙吴黄武间。东晋兴宁二年(364)大司马桓温移镇姑孰，重建姑孰城。南唐保大三年(945)，刺史林仁肇扩建、增高姑孰城，土垣城墙高三丈，围15里。
明朝万历十一年(1583)，太平府知府林一材与当涂知县杨维城为使城池更加坚固，组织人力物力，将土城墙削去一半。至清朝乾隆年间，城垣已修成砖石城“高3.6长，周9里18步”。咸丰四年(1854)太平军陷城后，悉撤城垣砖石，改筑天宝城。同治三年，清军克复金陵，拆天宝城砖石，运修金陵城，而当涂县城遂成土垣。这也是南京城墙至今也能找到当涂城墙砖石和当涂明代古窑址烧制的城墙砖的原因。

## 城门
东：行春门
西：澄江门
北：清源门
南：自西向东为龙津门、南津门和湖熟门